# Embelia upembensis
Espèce
Statut de conservation UICN

 VU  : Vulnérable
Embelia upembensis est une espèce de plantes à fleurs du genre Embelia de la famille des Primulaceae (anciennement des Myrsinaceae).